# رابرت آربوتنات، پانزدهمین ویسکونت آربوتنات
رابرت آربوتنات، پانزدهمین ویسکونت آربوتنات (انگلیسی: Keith Arbuthnott, 15th Viscount of Arbuthnott; ۲۱ اوت ۱۸۹۷ – ۱۵ دسامبر ۱۹۶۶) فرد نظامی اهل بریتانیا بود. وی همچنین برندهٔ جوایزی همچون صلیب نظامی شده‌است.